# Arsène Bernard N'Nomo

a Compétitions nationales et continentales officielles uniquement.

Dernière mise à jour le 8 septembre 2011.
Arsène Bernard N'Nomo, né le 6 août 1980, est un joueur camerounais de rugby à XV qui joue au poste de pilier. Il joue depuis 2009 avec le club du SU Agen.

## Biographie
International camerounais depuis 2000 et actuellement capitaine des "Lions Indomptables". Nnomo est arrivé au rugby en 1997 par passion. Il est très vite, remarqué par sa force et sa vivacité d'où le surnom du "Fauve" que lui donna l'ancien entraineur de l'équipe nationale du Cameroun, René Lej. Après avoir passé de nombreuses saisons au Taureau Rugby Club de Yaoundé (1997-2003), il décide de rejoindre le rugby français.

## Carrière
- 2005-2006 : Stade aurillacois (Pro D2)
- 2006-2007 : UA Gaillac (Pro D2)
- 2007-2008 : Blagnac SCR (Pro D2)
- 2008-2009 : FC Auch (Pro D2)
- 2009-2017 : SU Agen (Pro D2) puis (Top 14)
- Depuis 2017 : US Marmande (Fédérale 2)